# Vuohisaari (ö i Norra Savolax, Norra Savolax, lat 63,60, long 26,61)
Vuohisaari är en ö i Finland. Den ligger i sjön Hautajärvi och i kommunen Kiuruvesi i den ekonomiska regionen  Övre Savolax ekonomiska region  och landskapet Norra Savolax, i den centrala delen av landet, 400 km norr om huvudstaden Helsingfors. Öns area är 1 hektar och dess största längd är 130 meter i öst-västlig riktning.